# Ailoc Laran (Camea)
Ailoc Laran (Ailoklaran, Ailok Laran) ist eine Aldeia des Sucos Camea (Verwaltungsamt Cristo Rei, Gemeinde Dili). 2015 lebten in Ailoc Laran 2929 Einwohner.

## Lage und Einrichtungen
Ailoc Laran liegt im Nordwesten des Sucos Camea. Südlich des Benamauc, eines Quellflusses des Mota Clarans, liegen die Aldeias Has Laran und Lases. Im Osten befindet sich die Aldeia Ailele Hun und im Norden die Aldeia Lenuc Hun. Im Westen grenzt Ailoc Laran an den Suco Bidau Santana und im Südwesten, jenseits des Flussbetts des Benamauc an den Suco Becora.
In Ailoc Laran befindet sich die Grundschule Caimea Raihun.